# Van Sprolant
Van Sprolant, ook de Sprolant, von Spralant, Sprolants of Sproelants, is een oud Nederlands en Belgisch adellijk geslacht, afstammend van het hoogadellijk Huis van Ooy bij Nijmegen. Tussen de 13e tot de 17e eeuw speelden de telgen uit deze familie een voorname rol in het graafschap Loon en het prinsbisdom Luik. Zij voerden de titels heer, baron en burggraaf van verschillende heerlijkheden.